# 21e corps d'armée (Empire allemand)
Pour les articles homonymes, voir 21e corps d'armée.
Le 21e corps d'armée (également corps de Sarrebruck) est une grande unité de l'armée prussienne de 1912 à 1919.

## Histoire

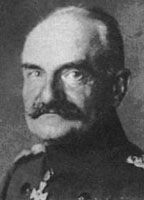
Fritz von Below

Le corps est créé le 1er octobre 1912 et a son siège à Sarrebruck. Il est subordonné à la 7e inspection de l'armée (de) et comprend des parties des districts de Coblence et de Trèves et ainsi qu'une partie de l'Alsace-Lorraine.

### Première Guerre mondiale
Au début de la Première Guerre mondiale, en août 1914, le 21e corps se déploie sur le front ouest et est placé au centre de la 6e armée allemande, qui lance l'offensive le 20 août, pendant la bataille de Lorraine. Le corps, placé sous le commandement du général von Below, repousse le 15e corps français lors de la bataille de Morhange et gagne rapidement du terrain. La 31e division d'infanterie (Generalleutnant Albert von Berrer (de)) prend d'assaut Vergaville et la 42e division d'infanterie (Generalleutnant Hasso von Bredow) occupe Dieuze. Après que l'attaque du 2e corps d'armée royal bavarois et du 1er corps de réserve royal bavarois, situés plus au nord, se soit enlisée lors de l'avancée sur Lunéville, le 21e corps pense pouvoir poursuivre son attaque le 26 août par les hauteurs de Gerbéviller jusqu'à la Moselle. Après l'échec de la tentative de percée lors de la bataille de la trouée de Charmes, une guerre de tranchées éclate entre les communes du Moyen et de Ménarmont.
À partir du 22 septembre 1914, le 21e corps d'armée et le 1er corps d'armée royal bavarois quittent la Lorraine pour se rendre à Saint-Quentin. À la suite de la course à la mer, le 21e corps se met en marche pour former le nouveau front dans la région de Nesle-Chaulnes-Chilly et est subordonné à la 2e armée allemande.
À la mi-janvier 1915, le corps arrive sur le front de l'Est. Il entre en action le 7 février en tant qu'aile gauche de la 10e armée allemande lors de la bataille d'hiver de Mazurie. La 31e division est placée à gauche et la 42e division à droite, le voisin de droite étant le 39e corps de réserve (de) (général von Lauenstein). La direction de l'attaque est le long de la frontière prussienne orientale au sud-est vers Schirwindt (de).

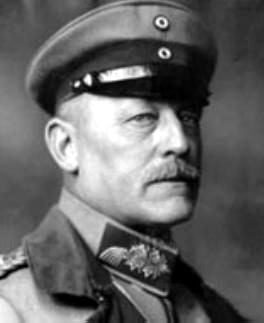
Oskar von Hutier

Le 4 avril 1915, le général Hutier prend la tête du corps d'armée. Avec le 40e corps de réserve sous les ordres du général Litzmann, ils réussissent à s'emparer de la forteresse de Kovno entre le 8 et le 18 août 1915. Le corps participe ensuite à la bataille du Niémen et la bataille de Vilna. Dès le début d'octobre 1915, une guerre de tranchées s'engage entre Krewo-Smorgon-Lac Naratch-Tweretsch.
En mars 1916, le corps d'armée se trouve dans le champ d'attaque principal de l'offensive russe entre Postavy et le lac Narotch. Les 31e, 42e et 115e division d'infanterie subordonnées se sont opposées à l'assaut russe des deux côtés de Postawy. La 107e division d'infanterie sert de réserve. Après l'attaque, le groupe de corps d'armée Hutier est renforcé par la 80e division de réserve (de) et la 3e division de cavalerie. Le 18 mars, le groupe d'armée russe Pleshkow remporte un semblant de succès en s'emparant, au prix d'énormes pertes, de la première tranchée de la 42e division. Mais leurs colonnes sont ensuite prises sous un feu défensif intense devant la deuxième ligne, perdant 15 000 hommes en morts et en blessés au cours des huit premières heures. Les attaques russes se poursuivent vigoureusement jusqu'à la fin du mois de mars, mais elles restent infructueuses.
Le 2 janvier 1917, le général von Oven succède à Hutiers. En novembre 1917, le corps est transféré sur le front occidental et engagé dans le secteur du détachement d'armée A, puis dans le secteur du détachement d'armée B dans les Vosges. Du 22 décembre 1917 au 2 avril 1918, le corps est désigné comme "groupe Heiligblasien". Entre le 1er mai et le 3 novembre 1918, le corps est engagé auprès du groupe d'armées Gallwitz dans la région à l'ouest de Verdun et désigné comme groupe Meuse Ouest. Il peut d'abord s'affirmer dans les combats défensifs difficiles entre l'Argonne et la Meuse. En octobre 1918, lors de l'offensive Meuse-Argonne, le corps est attaqué par des troupes supérieures en nombre de la 1re armée américaine et repoussé vers Sedan jusqu'à la fin de la guerre.

## Composition

### Situation en 1914
- 31e division d'infanterie à Sarrebruck
- 42e division d'infanterie à Sarrebourg
- 3e détachement de mitrailleuses à Sarrebourg
- 27e bataillon du génie à Strasbourg
- 21e bataillon de train à Forbach

## Général commandant
| Grade                  | Name             | Datum                                                |
| ---------------------- | ---------------- | ---------------------------------------------------- |
| General der Infanterie | Fritz von Below  | 1er octobre 1912 au 3 avril 1915                     |
| Generalleutnant        | Oskar von Hutier | 4 avril 1915 au 1er janvier 1917                     |
| Generalleutnant        | Ernst von Oven   | 2 janvier 1917 à avril 1919 (chargé de la direction) |